# Amber Lynn

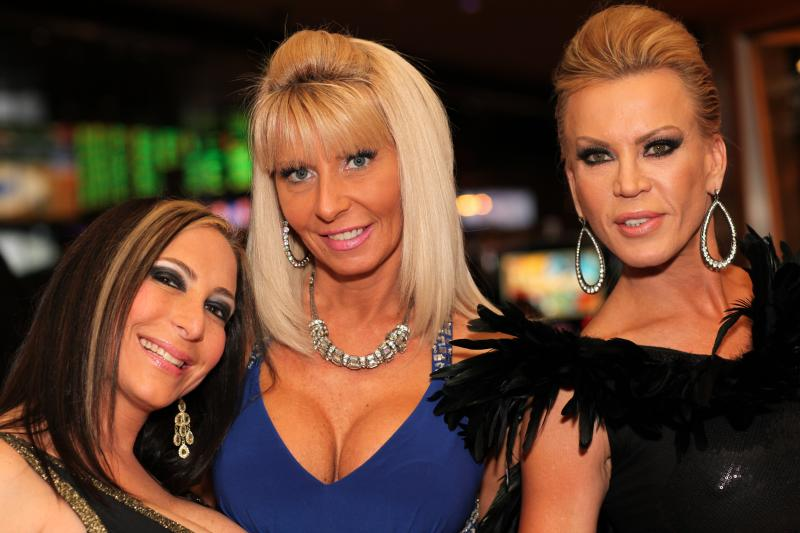
Amber Lynn (à direita) com a também atriz pornô Savannah Jane (à esquerda) e uma amiga, durante o AVN Awards de 2013

Amber Lynn, nascida Laura Allen, a 3 de setembro de 1963, é uma actriz americana de filmes pornográficos.

## Biografia
Amber nasceu e foi criada no sul da Califórnia. Na adolescência, em Los Angeles, passou a atuar na indústria pornográfica quando conheceu Althea Flynt, esposa de Larry Flynt, editor da revista Hustler, passando a fotografar para revistas masculinas como a própria Hustler e a Penthouse. Quando sua amiga Ginger Lynn Allen (também conhecida por Ginger Lynn) começou a atuar em filmes pornográficos, Amber achou que também poderia ser bem-sucedida e decidiu arriscar fazer um teste.
Sua estreia foi em 1983, tornando-se famosa ao lado de Ginger Lynn e Porshe Lynn, formavam o trio The three Lynns (As três Lynns) e considerada um dos ícones do pornô nos anos 80.

### Fim da Carreira
Após um momento turbulento no mercado de filmes adultos ela decidiu abandonar a pornografia.
Passou a trabalhar como dançarina exótica, ao lado da também ex actriz pornô Tracey Adams, no Canadá. Porém, após alguns anos, muitas atrizes pornô também passaram a atuar como dançarinas, deixando o mercado muito concorrido, o que fez com que Amber voltasse para Los Angeles para posar novamente para revistas masculinas.

### Retorno aos Filmes
Sua reestreia em filmes pornográficos foi no início da década de 90, porém não conseguiu obter o mesmo sucesso de antes.
Em 1999, Lynn deixa mais uma vez a pornografia, dessa vez para tratar-se de sua dependência por álcool e drogas.

## Prêmios e indicações
- 1987 XRCO Award – Best Supporting Actress – Taboo 5[1]
- 1993 Hot d'Or – Lifetime Achievement Award
- 1996 XRCO Hall of Fame inductee[2]
- 2001 AVN Hall of Fame inductee[3]
- 2003 Cirque De La liberte Free Speech Coalition- Lifetime Achievement Award
- 2007 Adam Film World Guide – Lifetime Achievement Award[4]

## Filmografia
- «Filmografia Completa de Amber Lynn»